# すずめのなみだ
『すずめのなみだ —県立葵崎高校麻雀部—』（すずめのなみだ けんりつあおいざきこうこうマージャンぶ）は、ひゅーがによる日本の4コマ漫画作品。『月刊少年シリウス』（講談社）において、2008年2月号から2010年9月号まで連載された。話数カウントは「第○局」（最終話のみ「最終局」）。
高校教師に恋をした女子高校生が、教師が顧問を務める麻雀部に入部して個性的な部員達と様々な騒動に巻き込まれるドタバタコメディー。麻雀部の話だが麻雀要素は少ない。
2010年1月号掲載分（第三十二局）までは単行本化されたが、以降は単行本化されなかった。

## あらすじ
教師の北見に恋をした東乃すずめは、彼が顧問を務める麻雀部に入部する。しかしそこは顧問も含めて変わり者だらけだった。

## 登場人物
- 学年は物語初登場時のもの。第2巻「第二十二局」より進級、その後単行本未収録話にてさらに進級している。
- 登場人物の名前は麻雀用語に由来する[1]。

東乃 すずめ（あずまの すずめ）
本作のヒロイン。葵崎高校1年C組（第2巻「第二十二局」より2年、その後3年）。北見への恋ゆえにゲームセンターの脱衣麻雀で麻雀を覚え、麻雀部へ入部する。
部内においてはまともな方であり、ツッコミ役が多いが天然な一面もある。意外と着痩せポッチャリのDカップ。
名前の由来は字牌の東と麻雀の雀。
南 ちぃ（みなみ ちぃ）
葵崎高校2年（第2巻「第二十二局」より3年、その後卒業）。クールで高飛車な性格のロリ娘。身長146センチ。
麻雀の腕はかなりのもので、賭け麻雀ではまず負けない。雀力向上に余念がない。
ドSな発言、行動が多く自分のことを「姫」と呼ばせたがる。
名前の由来は字牌の南と副露のチー。
北見 清一郎（きたみ せいいちろう）
葵崎高校社会科教師。麻雀部の顧問。すずめと緑が麻雀部へ入るきっかけになった人物。
笑顔がさわやかな好青年だが、実態は女子高生好きで腹黒な変態。
ツモると愛車（アルファロメオ）が壊れる。最低でも14台は廃車になっている模様。
隠れて婚活をしていたらしく結婚した。
名前の由来は字牌の北と役の清一色。
西原 本蔵（さいばら ほんぞう）
葵崎高校2年（第2巻「二十二局」より3年、その後卒業）。通称ポン。ドMでロリ趣味の変態で、スペースゴジラのような髪型をしている。
ちぃに惚れており、一線を越えた愛を抱いている。そのためちぃにはいつも散々な扱いを受けているが、意外と仲はいい様子。
家は寺をやっており、すずめたちは大晦日にバイトをした。
中学時代は「葵崎の鬼」と呼ばれ、警察も手を焼くほどの不良のリーダーだった。高校に入ってからは喧嘩は一切せず、葵崎高校の不良たちが行き過ぎた事を行わないようにまとめ上げていた。
名前の由来は字牌の西と副露のポン。
白鳥 緑（しらとり みどり）
葵崎高校1年C組（第2巻「第二十二局」より2年、その後3年）。すずめと同じく北見に惚れている。
お嬢様キャラだが、興奮すると方言が出てしまう。チョコレートで酔っ払う体質。
家はごぼう農家をやっており、トラクターの運転技術は父親が認めるほど。
名前の由来は三元牌の白と役の緑一色。
二十日市 一樹（はつかいち かずき）
葵崎高校2年（第2巻「第二十二局」より3年、その後卒業）。麻雀部の幽霊部員でいつもどこかを旅している自由人。麻雀部の中では比較的穏やかな性格で、常識人のように見えるがすずめ曰く「あちら側の人間」。
名前の由来は三元牌の發（ハツ）と役の一気通貫。
伊関 啓菜（いせき けいな）
葵崎高校1年C組（第2巻「第二十二局」より2年、その後3年）。すずめと緑の友人。姉御肌な性格。
麻雀部には所属していないが、ちぃ達とは面識があり、脱がされることもしばしば。
北見が結婚した際、すずめを励ましたが、緑のことを忘れていた。
名前は「関係ない（かんけいない）」をもじったもの。
犬（いぬ、DOG）
麻雀部のマスコット的存在の白い犬。名前はまだないが、4コマのタイトルでは「孔明」と書かれている。
部室の犬小屋に秘密の地下室を持っていたりと謎が多い。
麻雀が打てるようで、作中では国士無双をやってのけている。また、部室には麻雀大会で優勝した写真が飾られている。
最終局にて人間の言葉を話し、すずめの成長を称える。
中村 勘助（なかむら かんすけ）
葵崎高校1年C組（第2巻「第二十二局」より2年、その後3年）。第十九局より登場。クラスメイトのすずめが時々死んだ眼をすることに興味を持ち、麻雀部に入部する。
名前の由来は三元牌の中と副露のカン。
秋嶋 つばめ（あきしま つばめ）
葵崎高校1年（その後2年）。第二十三局より登場（第二十三局にも少しだけ登場している）。すずめの従妹で、高校ではすずめと同じ部活に入ると決め、麻雀部に入部する。
名前の由来は花牌の秋と鳥のツバメ。
ドーラ・プリマヴェイラ
葵崎高校1年（その後2年）。第二十三局より登場。つばめのクラスメイトで留学生。つばめのことが好きで麻雀部に入部する。
黒人系フランス人と日本人のクォーター。
名前の由来は花牌の春とドラ。
カミサマ
ドーラの首に巻き付いている白蛇。ドーラが麻雀を打つときにアシストするなど謎が多い。ドーラの入部以前から麻雀部の犬と面識があった様子。
夏海 天和（なつみ あまかず）
葵崎高校1年。第三十二局より登場。葵崎高校の1年生を仕切る不良のリーダー。ちぃを誘拐し、不良たちをまとめ上げる実績作りのためにかつて「葵崎の鬼」と呼ばれていたポンに1対1の勝負を挑む。勝負は途中から性癖の話になり、最終的に敗れる。その帰り道に緑とぶつかり、彼女に惚れて麻雀部に入部する。
名前の由来は花牌の夏と役の天和。
冬馬 四喜（とうま しき）
葵崎高校1年。第三十九局より登場。つばめ達が新入部員を確保するために仕掛けた罠にかかり、バナナやお菓子が食べられると聞いて麻雀部に入部する。
イケメンだが、ツッコミ役のすずめや夏海がツッコミ切れずに倒れてしまうほどのバカ（5の次は9、自分の名前を漢字で書けないなど）。
単行本未収録話から登場するため、名前の由来は不明。

## 書籍情報

### 単行本
- ひゅーが 『すずめのなみだ —県立葵崎高校麻雀部—』 講談社〈シリウスKC〉、既刊2巻（2010年1月現在）
- 第2巻には作者のデビュー作『犬のお巡りさん。』（いぬのおまわりさん。）が収録されている。
  1. 2009年3月23日初版発行（同日発売[2]）、ISBN 978-4-06-373164-4
  2. 2010年1月22日初版発行（同日発売[3]）、ISBN 978-4-06-376202-0

### 単行本未収録
- 第三十三局〜第三十八局 - 不明
- 第三十九局、第四十局 - 『月刊少年シリウス』2010年7月号掲載
- 話数不明 - 『月刊少年シリウス』2010年8月号掲載
- 最終局 - 『月刊少年シリウス』2010年9月号掲載